# Mahendra Jyoti
Mahendra Jyoti (nep. महेन्द्रज्योति) – gaun wikas samiti w środkowej części Nepalu w strefie Bagmati w dystrykcie Kavrepalanchok. Według nepalskiego spisu powszechnego z 2001 roku liczył on 638 gospodarstw domowych i 3353 mieszkańców (1740 kobiet i 1613 mężczyzn).